# Studencka Baza Namiotowa „Łopienka”

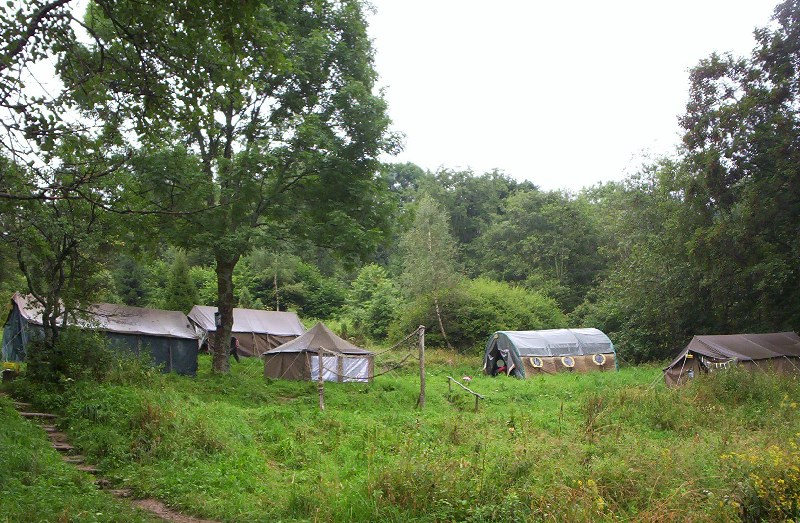
Studencka baza namiotowa w Łopience

Studencka Baza Namiotowa „Łopienka” – baza namiotowa w Bieszczadach, na terenie gminy Cisna, w pobliżu Łopiennika, w dolinie wsi Łopienka. Od 2018 roku prowadzona jest przez Klub Łopienki, działający przy Oddziale Międzyuczelnianym PTTK w Warszawie.

## Historia
- Lata 60. – działa schronisko pod Łopiennikiem.
- 1978–1979 – harcerze założyli obóz w dolinie – powstał „brzozowy mostek”.
- 1982 – Akademicki Klub Turystyczny Szkoły Głównej Gospodarstwa Wiejskiego założył w dolinie Łopienki bazę turystyczną.
- 2005 – powstała ścieżka przyrodniczo-dydaktyczna „dookoła Łopienki” przechodząca przez bazę namiotową.

## Położenie
Baza znajduje się w środkowej części Bieszczadów – koło Cisnej w dolinie Łopienki, otoczonej szczytami: Łopiennik, Jamy i Korbania.

## Dojazd
- Autobusem z Zagórza, Sanoka lub Ustrzyk Górnych do przystanku Dołżyca Skrzyżowanie. Od przystanku należy kierować się na początku w stronę Buka i Terki, by za mostem skręcić w lewo, kierując się na przełęcz między Jamami i Łopiennikiem. Od przełęczy do bazy prowadzi oznakowany szlak bazowy.
- Z Polanek wchodzi się wyraźną drogą w górę doliny, aby za cerkwią skręcić w lewo, w prowadzącą do bazy znakowaną ścieżkę.
- Ze szczytu Łopiennika, przez który prowadzi czarny szlak turystyczny, odchodzi szlak bazowy, który po przejściu przez przełęcz między Jamami i Łopiennikiem dochodzi do bazy.

## Warunki
Baza oferuje 30 miejsc noclegowych w namiotach bazowych i 50 miejsc na polu namiotowym. Do dyspozycji turystów są namioty wieloosobowe, tzw. harcerki wyposażone w drewniane prycze, koce i materace piankowe. Na polu namiotowym możliwość rozbicia własnych namiotów.
Do dyspozycji jest latryna, brak ciepłej wody, prądu i zasięgu.
Baza wyposażona jest w obszerną wiatę, posiadającą część kuchenną z murowanym piecem. Nie jest prowadzona sprzedaż posiłków, jednak udostępniana jest nieodpłatnie kuchnia.
Na terenie bazy znajduje się wyznaczone miejsce na ognisko.